# Kim i cirkus

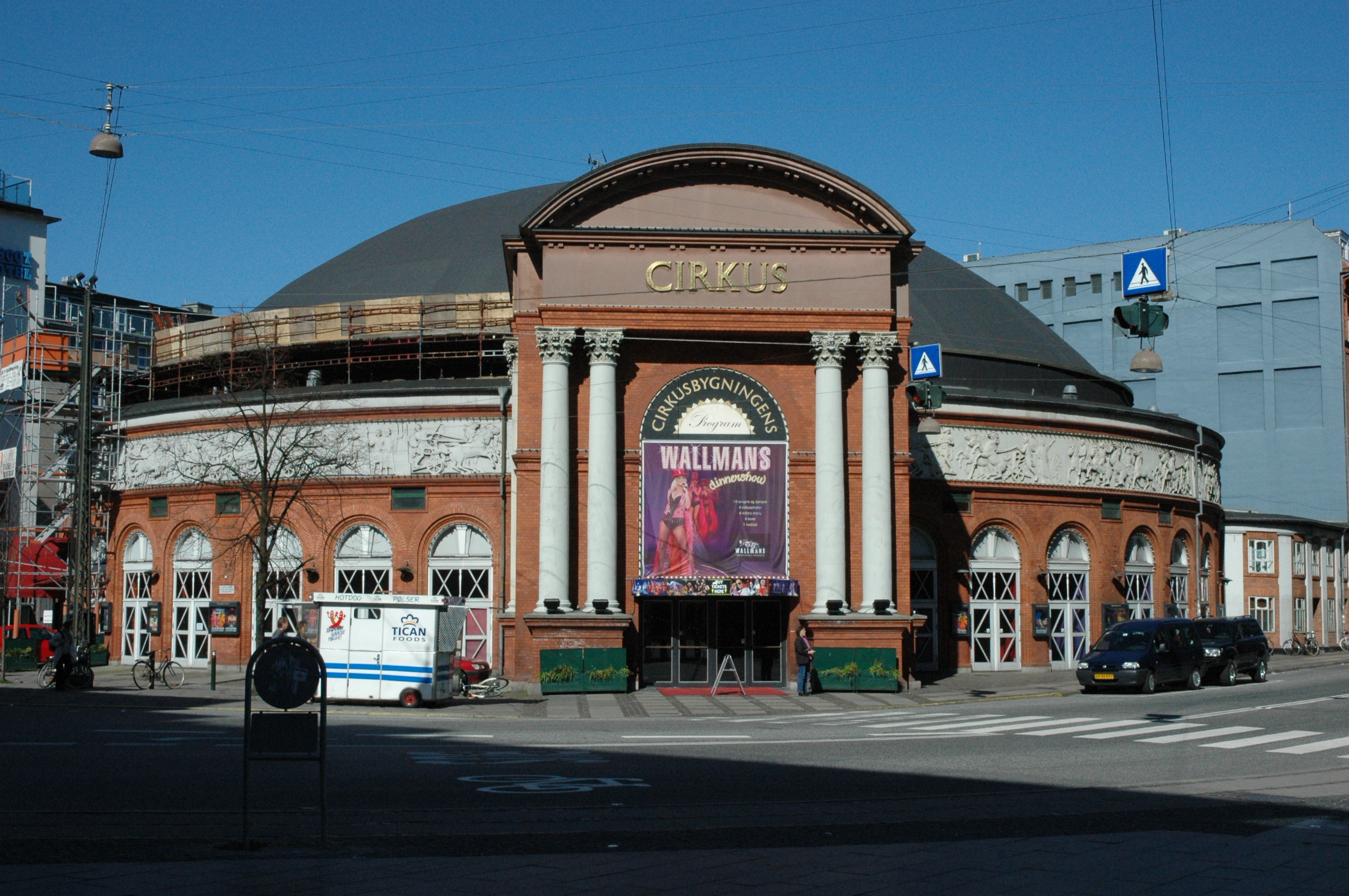
Cirkusbygningen

Kim i cirkus är ett livealbum från 1985 av Kim Larsen från ett uppträdande i Cirkusbygningen 11 april 1984.

## Låtlista
1. Rita
2. Dagen för
3. Köb bananer
4. Papirsklip
5. Östre Gasvaerk
6. Midt om natten
7. Det er i dag et vejr
8. Blip-båt
9. Haveje
10. Kringsat af fjender
11. Kvinde min
12. Susan Himmelblå
13. Caroline
14. Sömanden Will Den fromme